# Cala Ginesta
La cala Ginesta és una petita platja urbana del municipi de Sitges (El Garraf) situada entre els penya-segats del massís del Garraf i l'espigó del Port Ginesta. Té una longitud de 194 metres i una amplada de 55 metres, formada per sorra mitjana i fina. A la part posterior hi ha unes dunes, creades el 2006. S'hi accedeix a peu des de la carretera C-31, o des de l'interior del port. Disposa de guingueta, dutxes, lavabos, lloguer de gandules i para-sols. La Cala Ginesta està adherida a la destinació Costa de Barcelona, certificada per Biosphere des del 2017.